# Coppa Italia 1967 (hockey su pista)
La Coppa Italia 1967 è stata la 2ª edizione della principale coppa nazionale italiana di hockey su pista. La manifestazione si è conclusa il 29 ottobre 1967.
Il trofeo è stato conquistato dal Novara per la seconda volta nella sua storia.

## Risultati

### Semifinali
| Squadra 1       | Risultato | Squadra 2        |
| --------------- | --------- | ---------------- |
| 22 ottobre 1967 |           |                  |
| Pro Follonica   | 2 - 5     | Novara           |
| DLF Trieste     | 6 - 2     | Laverda Breganze |

### Finale
| Bologna 29 ottobre 1967 | DLF Trieste | 3 – 4 | Novara |  |

| DLF Trieste |  |  |
|             |  |  |
| Allenatore: |  |  |
|             |  |  |

| Novara         |  |                   |
|                |  |                   |
|                |  | Gianpietro Aina   |
|                |  | Pierluigi Colombo |
|                |  | Ernesto Crotti    |
|                |  | Erasmo Marcon     |
| E              |  | Franco Mora       |
|                |  | Mario Romussi     |
| E              |  | Renzo Zaffinetti  |
| Allenatore:    |  |                   |
| Sergio Nanotti |  |                   |